# Ris de veau
Pour les articles homonymes, voir RIS.

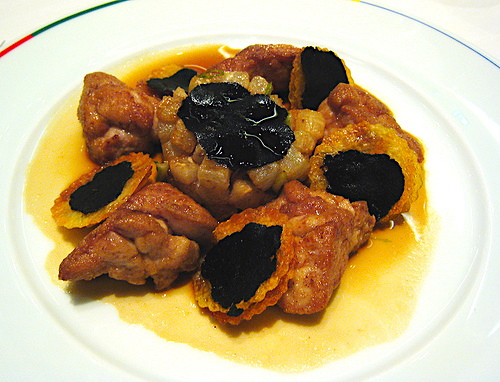
Croustillant de ris de veau truffé.

Le ris de veau est le nom donné au thymus du veau lorsqu'il est utilisé pour des préparations culinaires. 

## Description
Le ris est un abat du veau (le terme s'applique aussi pour l’agneau et le chevreau) formé par une glande — le thymus — située à l’entrée de la poitrine, devant la trachée, et qui s'atrophie à l’âge adulte. Le ris se compose d’une partie allongée, le ris de gorge, et d’une partie ronde et savoureuse, la paume, ou ris de cœur.

## Utilisation en cuisine

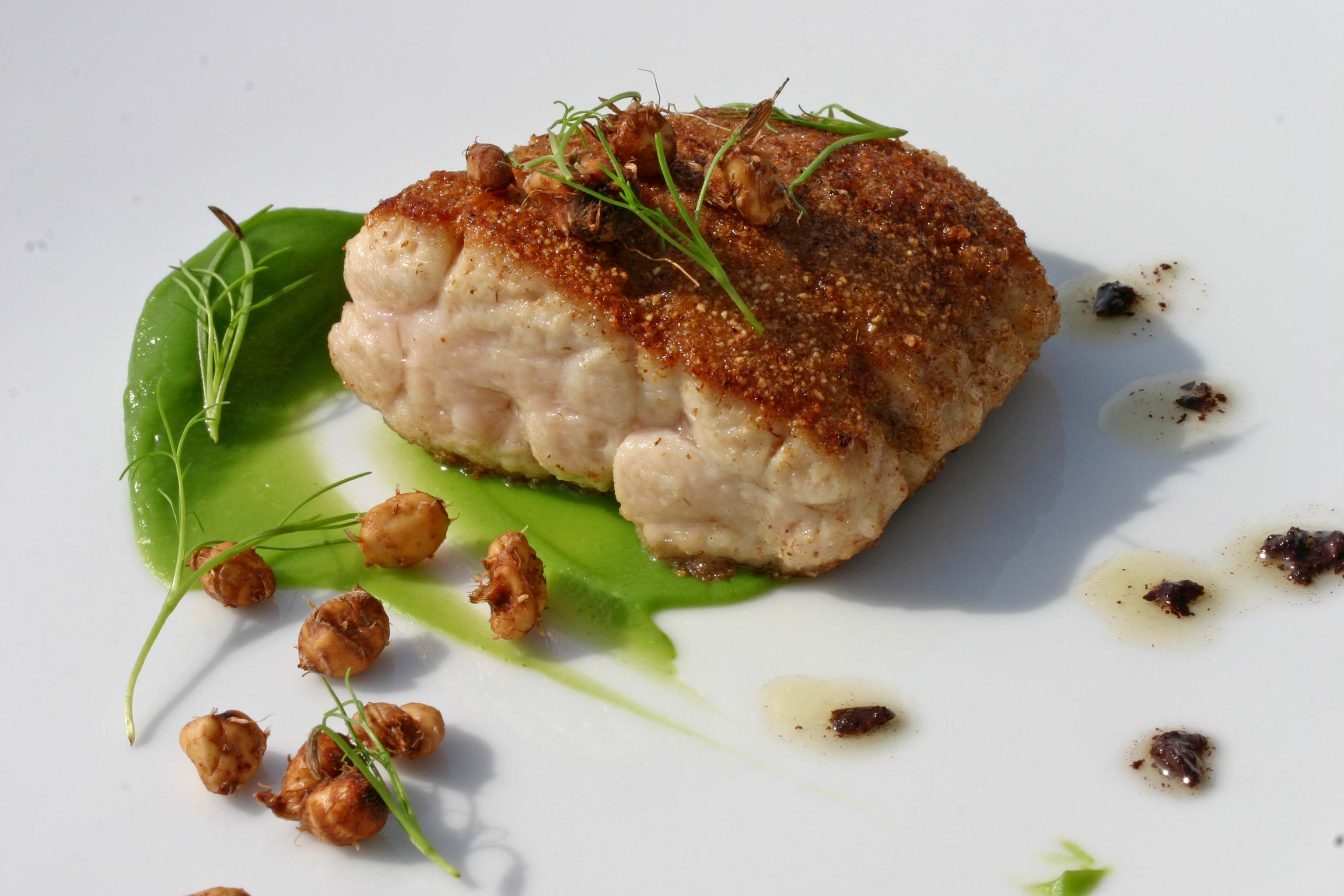
Un ris de veau cuisiné.

Cet aliment assez rare est toujours cher et fort prisé des connaisseurs. Les ris de veau doivent être dégorgés puis blanchis, égouttés et rafraîchis. Après refroidissement complet, il faut les parer puis les mettre sous presse au frais.
Les ris se cuisinent le plus souvent braisés, mais il existe de nombreuses recettes l'utilisant : en cassolettes, en papillotes, à l'allemande, en hâtelet, etc..